# Bolshiye Jutorá
Bolshiye Jutorá (del ruso: Больши́е Хутора́) es un seló de la unidad municipal de la ciudad de Novorosíisk del krai de Krasnodar, en el sur de Rusia. Está situado en la península de Abráu, en la cabecera del río Abráu, que alimenta el lago Abráu, 13.5 km al oeste de Novorosíisk y 113 km al suroeste de Krasnodar, la capital del krai. Tenía 1 267 habitantes en 2010
Pertenece al municipio de Abráu-Diursó.

## Economía
Alrededor de la localidad se desarrolla la viticultura